# اورتزی ایروندو
اورتزی ایروندو (انگلیسی: Urtzi Iriondo؛ زادهٔ ۳۰ ژانویهٔ ۱۹۹۵) بازیکن فوتبال اهل اسپانیا است.
از باشگاه‌هایی که در آن بازی کرده‌است می‌توان به باشگاه فوتبال الچه، باشگاه فوتبال گرانادا، و باشگاه فوتبال اتلتیک بیلبائو بی اشاره کرد.